# Антипов, Михаил Андреевич
Михаил Андреевич Антипов (1900—1961) — советский политработник, депутат Верховного Совета СССР 1-го созыва (1938—1946).

## Биография
Родился в семье крестьянина-бедняка в ныне не существующей деревне Ляготково, которая располагалась на территории нынешней  деревни Чирково Киришского района Ленинградской области.  В детстве и юности батрачил, работал на лесозаготовках и лесосплаве. 14 мая 1919 года  был призван в РККА. Участник Гражданской войны, подавления Кронштадтского мятежа. С 1922 — член РКП(б).
В 1928 году поступил на военно-политические курсы и с тех пор был политработником Красной Армии (с 1935 — старший политрук).
Избирался членом Сталинского райсовета Челябинска, был делегатом партийных конференций военного округа.
Участник Великой Отечественной войны, полковой комиссар, полковник.  Комиссар 353-й стрелковой дивизии, а с февраля 1943 года начальник политотдела 24-го стрелкового корпуса.
После войны — на политической работе в Советской Армии.

### Политическая деятельность
Был избран депутатом Верховного Совета СССР 1-го созыва от Каменского избирательного округа № 303 Челябинской области в Совет Союза 12 декабря 1937 года.

## Награды
- два ордена Ленина (10.01.1944[2], 21.02.1945[3])
- два  ордена Красного Знамени (14.01.1944[4], 03.11.1944[3])
- орден Отечественной войны I степени (16.10.1943)[5]
- орден Красной Звезды (27.03.1942)[6]

медали в том числе:
- - «XX лет Рабоче-Крестьянской Красной Армии» (1938)[2]
  - «За оборону Кавказа» (16.11.1944)[7]
  - «За победу над Германией в Великой Отечественной войне 1941—1945 гг.»